# Santa Sofia (Itália)
Santa Sofia é uma comuna italiana da região da Emília-Romanha, província de Forlì-Cesena, com cerca de 4.266 habitantes. Estende-se por uma área de 148 km², tendo uma densidade populacional de 29 hab/km². Faz fronteira com Bagno di Romagna, Civitella di Romagna, Galeata, Pratovecchio (AR), Premilcuore, San Godenzo (FI), Sarsina, Stia (AR).
Pertence à rede das Cidades Cittaslow. É terra natal do papa Pascoal II.

## Demografia
| Variação demográfica do município entre 1861 e 2011                               |
|                                                                                   |
| Fonte: Istituto Nazionale di Statistica (ISTAT) - Elaboração gráfica da Wikipedia |